# Викрадений (фільм, 1995)
«Викрадений» (англ. Kidnapped) — американський телевізійний пригодницький фільм-драма 1995 року.
Фільм заснований на однойменному романі Роберта Льюїса Стівенсона, опублікованому в 1886 році. Спочатку роль Брекка мав зіграти Крістофер Рів, але через нещасний випадок під час верхової їзди, який залишив його паралізованим, він не зміг взяти участь у зйомках.
Фільм знімали в Ірландії.

## Сюжет
Юнак Девід Белфур із незаможної сім'ї дізнається, що після смерті батька є законним спадкоємцем великого родового маєтку. Але його дядько не збирається ділитися майном і обманом заманює Девіда на борт корабля, що вирушає в Америку. Там хлопця планують продати в рабство. На цей же корабель потрапляє повстанець Алан Стюарт, який прямує до Франції, щоб воювати проти короля Англії за незалежність Шотландії. Капітан корабля вирішує обікрасти Стюарта, але Девід переходить на бік Алана і разом вони захоплюють корабель. Тепер обоє мають намір відновити справедливість і покарати зло.

## У ролях
| Актор            | Роль                 |
| ---------------- | -------------------- |
| Арманд Ассанте   | Алан Брек Стюарт     |
| Брайан МакКарді  | Девід Белфур         |
| Майкл Кічен      | Вільям Рід           |
| Брайан Блессід   | Клуні Макферсон      |
| Патрік Малагайд  | Авен                 |
| Брендан Глісон   | Red Fox              |
| Дес Брайден      | Покинутий            |
| Адам Блеквуд     | капітан Форбс        |
| Антуан Бірн      | Мері Макдональд      |
| Кетрін Бірн      | Флора                |
| Алан Стенфорд    | граф Макдональд      |
| Крістофер Кессон | преподобний Кемпбелл |
| Брайан Макграт   | Джеймс Стюарт        |
| Дейв Даффі       | Ріач                 |